# Chibata

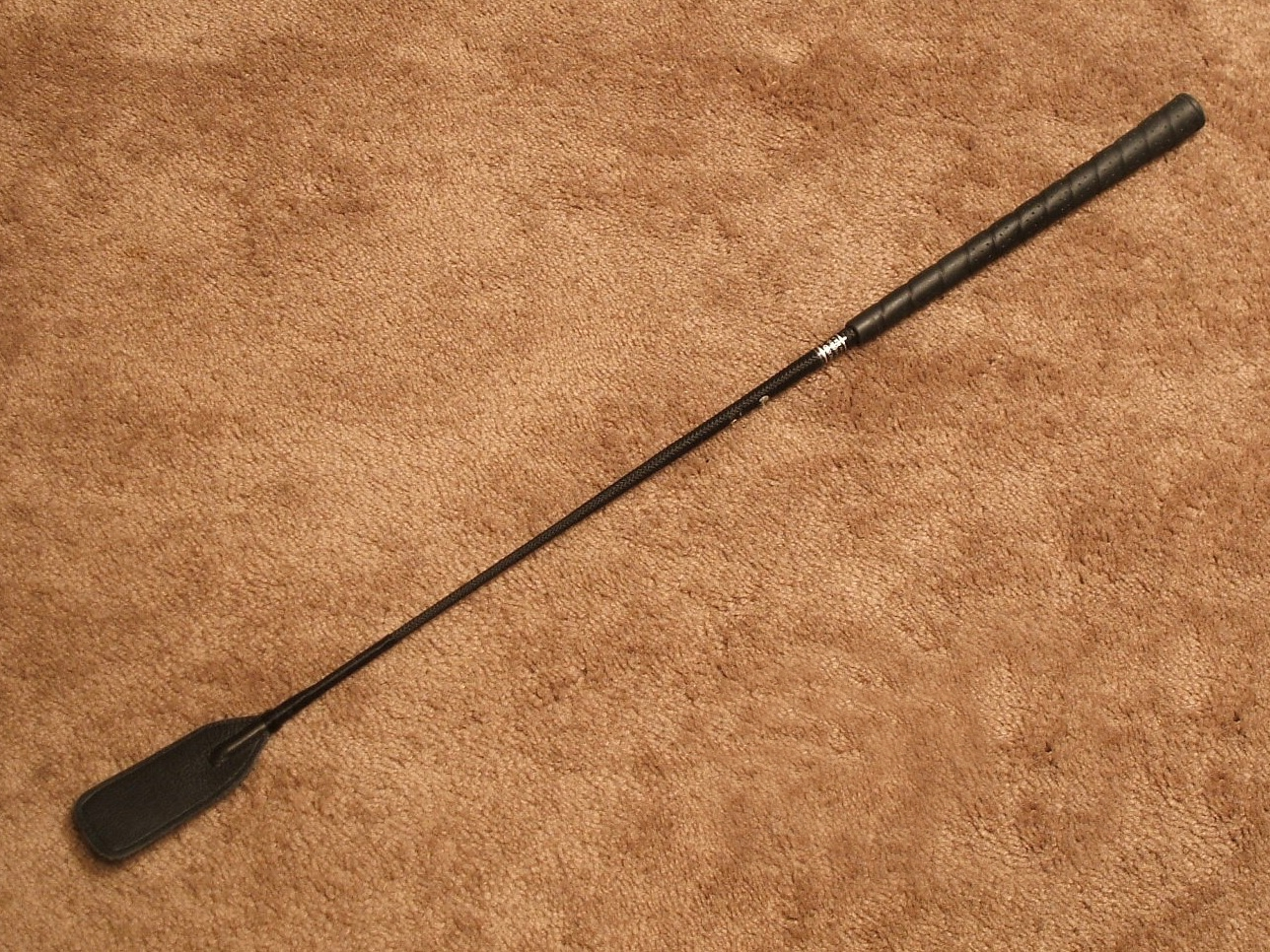
Uma chibata de 76 centímetros.

Chibata ou vergasta é uma tira de couro ou uma vara fina e comprida, geralmente de marmelo, junco, cipó, etc., que é utilizada para golpear e dirigir um cavalo ou para castigos corporais.

## Tipos e usos
Uma chibata moderna consiste, usualmente, de um cabo longo de fibra de vidro ou cana que é coberta em couro, tecido ou material similar. A haste de uma chibata é mais grossa em uma das pontas, formando o cabo, a fim de facilitar o manuseio, e tem em sua outra extremidade uma ou mais tranças finas e flexíveis, como cordão enrolado ou tiras de couro. A extremidade fina é destinada a fazer contato com o cavalo ao mesmo tempo que evita que a pele do mesmo seja marcada. O cabo pode ter uma alça de couro para ajudar a segurar a empunhadura.
O comprimento de uma chibata é projetado para permitir uma alavanca suficiente para que seja acelerada rapidamente com um movimento controlado do pulso, sem causar problemas de equilíbrio do cavaleiro (vide Hipismo). Portanto, uma chibata deve ser relativamente curta.

### Hipismo
As chibatas são projetadas principalmente para apoiar os recursos naturais (perna, assento e voz) de um cavaleiro. Mas também pode ser usada como uma repreensão por cavaleiros mais experientes, por exemplo, para disciplinar um cavalo por recusar um salto ou outros tipos de desobediência. No entanto, deve-se ter cuidado para não dessensibilizar o animal ao estímulo.